# Politica de securitate informatică
O politică de securitate informatică definește obiectivele și elementele sistemelor informatice ale unei organizații. Definiția poate fi foarte formală sau informală. Politicile de securitate sunt puse în aplicare prin politici organizaționale sau mecanisme de securitate. O implementare tehnică definește dacă un sistem informatic este sigur sau nesigur. Aceste modele formale de politici pot fi clasificate în principiile fundamentale de securitate ale confidențialității, integrității și disponibilității. De exemplu, modelul Bell-La Padula este un model de politică de confidențialitate, în timp ce modelul Biba este un model de politică de integritate.

## Descriere formală
Dacă un sistem este privit ca un automat finit, cu un set de tranziții (operațiuni) care modifică starea sistemului, atunci o politică de securitate poate fi văzută ca o declarație care împarte aceste stări în stări autorizate și neautorizate.
Având în vedere această definiție simplă, un sistem securizat poate fi definit ca un sistem care începe într-o stare autorizată și nu va intra niciodată într-o stare neautorizată.

## Modele formale de politici

### Modelul politicii de confidențialitate
- Modelul Bell-La Padula

### Modelul politicii de integritate
- Modelul Biba
- Modelul Clark-Wilson

### Modelul politicii hibrid
- Chinese Wall (cunoscut și ca modelul Brewer și Nash)

## Limbile politicilor
Pentru a reprezenta o politică concretă, în special pentru aplicarea automată a acesteia, este necesară o reprezentare lingvistică. Există o mulțime de limbaje specifice aplicațiilor care sunt strâns legate de mecanismele de securitate care pun în aplicare politica în aplicația respectivă.
În comparație cu acest lucru, limbajele de politică abstractă, de exemplu Domain Type Enforcement-Language, sunt independente de mecanismul concret.